# 포항구역
포항구역(浦港區域)은 조선민주주의인민공화국 함경북도 청진시의 7구역의 하나로 시의 남쪽에 위치한다. 인구는 2008년 기준으로 104,007명이다.

## 역사
- 1960년 - 청진시의 남강동, 남향동, 청송동, 수원동, 수북동의 5동을 병합해 포항구역이 설치되었다.
- 1963년 - 청진직할시 포항구역이 되면서 행정 구역 개편으로 12동을 관할하게 되었다.
- 1970년 - 함경북도 청진시 포항구역
- 1977년 - 청진직할시 포항구역
- 1985년 - 함경북도 청진시 포항구역

## 행정 구역
14동으로 구성된다.
- 동 - 남강1동(南江一洞), 남강2동(南江二洞), 남강3동(南江三洞), 남향동(南鄕洞), 북향동(北鄕洞), 산업동(産業洞), 수북1동(水北一洞), 수북 2동(水北二洞), 수북3동(水北三洞), 수원1동(水源一洞), 수원2동(水源二洞), 청송1동(靑松一洞), 청송2동(靑松二洞), 청송3동(靑松三洞)